# Contea di Xichou
La contea di Xichou (西畴县S, Xīchóu XiànP) è una contea della Cina, situata nella provincia di Yunnan e amministrata dalla prefettura autonoma zhuang e miao di Wenshan.